# Циклічний надлишковий код
Циклі́чний надлишко́вий код (англ. Cyclic redundancy check, CRC) — алгоритм обчислення контрольної суми, призначений для перевірки цілісності даних. CRC є практичним додатком завадостійкого кодування, заснованому на певних математичних властивостях циклічного коду.

## Введення
Поняття циклічні коди достатньо широке. У англомовній літературі CRC розшифровується двояко в залежності від контексту: Cyclic Redundancy Code або Cyclic Redundancy Check. Під першою розшифровкою розуміють математичний феномен циклічних кодів, під другою — конкретне застосування цього феномену як геш-функції.

## Завадостійке кодування
Перші спроби створення кодів з надлишковою інформацією почалися задовго до появи сучасних ПК. До прикладу, ще в шістдесятих роках минулого століття Рідом і Соломоном була розроблена ефективна методика кодування — код Ріда-Соломона. Використання її у ті часи не представлялося можливим, так як провести операцію декодування за розумний час першими алгоритмами не вдавалося. Крапку в цьому питанні поставила фундаментальна робота Берлекампа, опублікована в 1968 році. Ця методика, на практичне застосування якої вказав через рік Мессі, і донині використовується в цифрових пристроях, що забезпечують приймання RS-кодованих даних. Більш того: дана система дозволяє не тільки визначати позиції, але й виправляти невірні кодові символи (найчастіше октети).
Але далеко не скрізь від коду потрібна корекція помилок. Сучасні канали зв'язку мають прийнятні характеристики, і часто достатньо лише перевірити, чи успішно пройшла передача або виникли будь-які складності; структура ж помилок і конкретні позиції невірних символів абсолютно не цікавлять сторону, яка приймає дані. І в цих умовах дуже вдалим рішенням виявилися алгоритми, що використовують контрольні суми. CRC як найкраще підходить для подібних задач: невисокі витрати ресурсів, простота реалізації і вже сформований математичний апарат з теорії лінійних циклічних кодів забезпечили їй величезну популярність.

## Контрольна сума
У найзагальнішому своєму вигляді контрольна сума являє собою деяке значення, побудоване за певною схемою на основі кодованого повідомлення. Перевірочна інформація при систематичному кодуванні дописується, найчастіше, на кінець повідомлення — після корисних даних. З приймального боку абонент знає алгоритм обчислення контрольної суми: відповідно, програма має можливість перевірити коректність прийнятих даних.
При передачі пакетів по реальному каналу, зрозуміло, можуть виникнути спотворення вихідної інформації внаслідок різних зовнішніх впливів: електричних наведень, поганих погодних умов і багатьох інших. Сутність методики в тому, що при хороших характеристиках хеш-функціїв переважній кількості випадків помилка в повідомленні призведе до зміни обчисленого на прийомі значення CRC. Якщо вихідна і обчислена суми не рівні між собою, ухвалюється рішення про недостовірність отриманих даних, і можна запитати повторну передачу пакета.

## Математичний опис
Алгоритм CRC базується на властивості ділення з остачею двійкових многочленів, тобто многочленів над скінченним полем {\displaystyle GF(2)}. Значення CRC є по суті остачею від ділення многочлена, відповідного вхідним даним, на деякий фіксований породжувальний многочлен.

Кожній послідовності бітів {\displaystyle a_{0},a_{1},...,a_{N-1}} взаємно однозначно зіставляється двійковий многочлен {\displaystyle \textstyle \sum _{n=0}^{N-1}\displaystyle a_{n}x^{n}}, послідовність коефіцієнтів якого являє собою початкову послідовність. Наприклад, послідовність бітів 1011010 відповідає многочлену:
{\displaystyle P(x)=1\cdot x^{6}+0\cdot x^{5}+1\cdot x^{4}+1\cdot x^{3}+0\cdot x^{2}+1\cdot x^{1}+0\cdot x^{0}=x^{6}+x^{4}+x^{3}+x^{1}.}
Кількість різних многочленів степені меншої {\displaystyle N} дорівнює {\displaystyle 2^{N}}, що збігається з числом всіх двійкових послідовностей довжини {\displaystyle N}.

Значення контрольної суми в алгоритмі з породжуючим многочленом {\displaystyle G(x)} степені {\displaystyle N} задається як бітова послідовність довжини {\displaystyle N}, яка представляє многочлен {\displaystyle R(x)}, отриманий в остачі при діленні многочлена {\displaystyle P(x)}, який представляє вхідний потік біт, на многочлен {\displaystyle G(x)}:
{\displaystyle R(x)=P(x)\cdot x^{N}{\bmod {\ }}G(x)}
де
{\displaystyle R(x)} — многочлен, який представляє значення CRC;
{\displaystyle P(x)}— многочлен, коефіцієнти якого представляють вхідні дані;
{\displaystyle G(x)} — породжувальний многочлен;
{\displaystyle N} — степінь породжувального многочлена.
Множення {\displaystyle x^{N}} здійснюється приписуванням нульових бітів до вхідної послідовності, що покращує якість гешування для коротких вхідних послідовностей.
При діленні з остачею початкового многочлена на породжуючий многочлен {\displaystyle G(x)} степені {\displaystyle N} можна отримати {\displaystyle 2^{N}} різних остач від ділення. {\displaystyle G(x)} найчастіше є незвідним многочленом. Зазвичай його підбирають відповідно до вимог до геш-функції у контексті кожного конкретного застосування. Проте, існує багато стандартизованих породжувальних многочленів, що володіють добрими математичними та кореляційними властивостями (мінімальне число колізій, простота обчислення), деякі з котрих приведені нижче.

## Обчислення CRC

### Параметри алгоритму
Одним з основних параметрів CRC є породжувальний многочлен.
З породжувальним многочленом пов'язаний інший параметр — його степінь, який визначає кількість бітів, застосованих для обчислення значення CRC. На практиці найбільш поширені 8-, 16- та 32-бітові слова, що є наслідком особливостей архітектури сучасної обчислювальної техніки.
Ще одним параметром є початкове (стартове) значення слова. Вказані параметри повністю визначають «традиційний» алгоритм обчислення CRC. Існують також модифікації алгоритму, наприклад, які використовують зворотний порядок обробки бітів.

### Опис процедури
З файлу береться перше слово — це може бути бітовий (CRC-1), байтовий (CRC-8) або будь-який інший елемент. Якщо старший біт у слові «1», то слово зсувається вліво на один розряд з подальшим виконанням операції XOR з породжувальним многочленом. Відповідно, якщо старший біт у слові «0», то після зсуву операція XOR не виконується. Після зсуву втрачається старий старший біт, а молодший біт звільняється — його значення встановлюється рівним нулю. На місце молодшого біту завантажується черговий біт із файлу, й операція повторюється до тих пір, поки не завантажиться останній біт файлу. Після проходження всього файлу, в слові залишається остача, яка і є контрольною сумою.

## Популярні й стандартизовані многочлени
В той час, як циклічні надлишкові коди є частиною стандартів, у цього терміну не існує загальноприйнятого визначення — трактування різних авторів нерідко суперечать один одному.
Цей парадокс стосується й вибору многочлена-генератора: найчастіше стандартизовані многочлени не є найбільш ефективними в плані статичних властивостей відповідного їм check redundancy code.
При цьому багато широко використовуваних многочленів не є найефективнішими із всіх можливих. У 1993—2004 роках група вчених займалася дослідженням породжувальних многочленів розрядності до 16, 24 та 36 біт й знайшла многочлени, які дають кращу, ніж стандартизовані многочлени, продуктивність у сенсі кодової відстані. Один із результатів цього дослідження вже знайшов своє застосування в протоколі iSCSI.
Найпопулярніший та рекомендований IEEE многочлен для CRC-32 використовується в Ethernet, FDDI; також цей многочлен є генератором коду Геммінга. Використання іншого многочлену — CRC-32C — дозволяє досягти такої ж продуктивності при довжині вихідного повідомлення від 58 біт до 131 кбіт, а в деяких діапазонах довжини вхідного повідомлення може бути навіть більше — тому в наш час він також має популярність. Наприклад, стандарт ITU-T G.hn використовує CRC-32C з ціллю виявлення помилок в корисному навантаженні.
Нижче в таблиці приведені найбільш розповсюджені многочлени — генератори CRC. На практиці обчислення CRC може включати пре- та пост-інверсію, а також зворотний порядок обробки бітів. У власницьких реалізаціях CRC для ускладнення аналізу коду використовують ненульові початкові значення регістрів.
| Назва                | Многочлен | Використання                                                                              | Представлення      | Представлення      | Представлення               |
| Назва                | Многочлен | Використання                                                                              | Нормальне          | Реверсоване        | Реверсоване від зворотнього |
| -------------------- | --- | ----------------------------------------------------------------------------------------- | ------------------ | ------------------ | --------------------------- |
| CRC-1                | {\displaystyle x+1} | використовується в апаратному контролі помилок; також відомий як біт парності             | 0x1                | 0x1                | 0x1                         |
| CRC-4-ITU            | {\displaystyle x^{4}+x+1} | ITU G.704                                                                                 | 0x3                | 0xC                | 0x9                         |
| CRC-5-EPC            | {\displaystyle x^{5}+x^{3}+1} | Gen 2 RFID                                                                                | 0x09               | 0x12               | 0x14                        |
| CRC-5-ITU            | {\displaystyle x^{5}+x^{4}+x^{2}+1} | ITU G.704                                                                                 | 0x15               | 0x15               | 0x1A                        |
| CRC-5-USB            | {\displaystyle x^{5}+x^{2}+1} | USB token packets                                                                         | 0x05               | 0x14               | 0x12                        |
| CRC-6-ITU            | {\displaystyle x^{6}+x+1} | ITU G.704                                                                                 | 0x03               | 0x30               | 0x21                        |
| CRC-7                | {\displaystyle x^{7}+x^{3}+1} | системи телекомунікації, ITU-T G.707, ITU-T G.832, MMC, SD                                | 0x09               | 0x48               | 0x44                        |
| CRC-8-CCITT          | {\displaystyle x^{8}+x^{2}+x+1} | ATM HEC, ISDN Header Error Control and Cell Delineation ITU-T I.432.1 (02/99)             | 0x07               | 0xE0               | 0x83                        |
| CRC-8-Dallas/Maxim   | {\displaystyle x^{8}+x^{5}+x^{4}+1} | 1-Wire bus                                                                                | 0x31               | 0x8C               | 0x98                        |
| CRC-8                | {\displaystyle x^{8}+x^{7}+x^{6}+x^{4}+x^{2}+1} | ETSI EN 302 307, 5.1.4                                                                    | 0xD5               | 0xAB               | 0xEA                        |
| CRC-8-SAE J1850      | {\displaystyle x^{8}+x^{4}+x^{3}+x^{2}+1} |                                                                                           | 0x1D               | 0xB8               | 0x8E                        |
| CRC-10               | {\displaystyle x^{10}+x^{9}+x^{5}+x^{4}+x+1} |                                                                                           | 0x233              | 0x331              | 0x319                       |
| CRC-11               | {\displaystyle x^{11}+x^{9}+x^{8}+x^{7}+x^{2}+1} | FlexRay                                                                                   | 0x385              | 0x50E              | 0x5C2                       |
| CRC-12               | {\displaystyle x^{12}+x^{11}+x^{3}+x^{2}+x+1} | системи телекомунікації                                                                   | 0x80F              | 0xF01              | 0xC07                       |
| CRC-15-CAN           | {\displaystyle x^{15}+x^{14}+x^{10}+x^{8}+x^{7}+x^{4}+x^{3}+1} |                                                                                           | 0x4599             | 0x4CD1             | 0x62CC                      |
| CRC-16-IBM           | {\displaystyle x^{16}+x^{15}+x^{2}+1} | Bisync, Modbus, USB, ANSI X3.28[20], багато інших; також відомий як CRC-16 та CRC-16-ANSI | 0x8005             | 0xA001             | 0xC002                      |
| CRC-16-CCITT         | {\displaystyle x^{16}+x^{12}+x^{5}+1} | X.25, HDLC, XMODEM, Bluetooth, SD та інші                                                 | 0x1021             | 0x8408             | 0x8810                      |
| CRC-16-T10-DIF       | {\displaystyle x^{16}+x^{15}+x^{11}+x^{9}+x^{8}+x^{7}+x^{5}+x^{4}+x^{2}+x+1} | SCSI DIF                                                                                  | 0x8BB7             | 0xEDD1             | 0xC5DB                      |
| CRC-16-DNP           | {\displaystyle x^{16}+x^{13}+x^{12}+x^{11}+x^{10}+x^{8}+x^{6}+x^{5}+x^{2}+1} | DNP, IEC 870, M-Bus                                                                       | 0x3D65             | 0xA6BC             | 0x9EB2                      |
| CRC-24               | {\displaystyle x^{24}+x^{22}+x^{20}+x^{19}+x^{18}+x^{16}+x^{14}+x^{13}+x^{11}+x^{10}+}{\displaystyle x^{8}+x^{7}+x^{6}+x^{3}+x+1} | FlexRay                                                                                   | 0x5D6DCB           | 0xD3B6BA           | 0xAEB6E5                    |
| CRC-24-Radix-64      | {\displaystyle x^{24}+x^{23}+x^{18}+x^{17}+x^{14}+x^{11}+x^{10}+x^{7}+x^{6}+} {\displaystyle x^{5}+x^{4}+x^{3}+x+1} | OpenPGP                                                                                   | 0x864CFB           | 0xDF3261           | 0xC3267D                    |
| CRC-30               | {\displaystyle x^{30}+x^{29}+x^{21}+x^{20}+x^{15}+x^{13}+x^{12}+x^{11}+x^{8}+x^{7}+} {\displaystyle x^{6}+x^{2}+x+1} | CDMA                                                                                      | 0x2030B9C7         | 0x38E74301         | 0x30185CE3                  |
| CRC-32-IEEE 802.3    | {\displaystyle x^{32}+x^{26}+x^{23}+x^{22}+x^{16}+x^{12}+x^{11}+x^{10}+x^{8}+x^{7}+} {\displaystyle x^{5}+x^{4}+x^{2}+x+1} | V.42, MPEG-2, PNG, POSIX cksum                                                            | 0x04C11DB7         | 0xEDB88320         | 0x82608EDB                  |
| CRC-32C (Castagnoli) | {\displaystyle x^{32}+x^{28}+x^{27}+x^{26}+x^{25}+x^{23}+x^{22}+x^{20}+x^{19}+x^{18}+} {\displaystyle x^{14}+x^{13}+x^{11}+x^{10}+x^{9}+x^{8}+x^{6}+1} | iSCSI, G.hn payload                                                                       | 0x1EDC6F41         | 0x82F63B78         | 0x8F6E37A0                  |
| CRC-32K (Koopman)    | {\displaystyle x^{32}+x^{30}+x^{29}+x^{28}+x^{26}+x^{20}+x^{19}+x^{17}+x^{16}+x^{15}+} {\displaystyle x^{11}+x^{10}+x^{7}+x^{6}+x^{4}+x^{2}+x+1} |                                                                                           | 0x741B8CD7         | 0xEB31D82E         | 0xBA0DC66B                  |
| CRC-32Q              | {\displaystyle x^{32}+x^{31}+x^{24}+x^{22}+x^{16}+x^{14}+x^{8}+x^{7}+x^{5}+x^{3}+x+1} | авіація; AIXM                                                                             | 0x814141AB         | 0xD5828281         | 0xC0A0A0D5                  |
| CRC-64-ISO           | {\displaystyle x^{64}+x^{4}+x^{3}+x+1} | HDLC — ISO 3309                                                                           | 0x000000000000001B | 0xD800000000000000 | 0x800000000000000D          |
| CRC-64-ECMA          | {\displaystyle x^{64}+x^{62}+x^{57}+x^{55}+x^{54}+x^{53}+x^{52}+x^{47}+x^{46}+x^{45}+x^{40}+} {\displaystyle x^{39}+x^{38}+x^{37}+x^{35}+x^{33}+x^{32}+x^{31}+x^{29}+x^{27}+x^{24}+x^{23}+} {\displaystyle x^{22}+x^{21}+x^{19}+x^{17}+x^{13}+x^{12}+x^{10}+x^{9}+x^{7}+x^{4}+x+1} |                                                                                           | 0x42F0E1EBA9EA3693 | 0xC96C5795D7870F42 | 0xA17870F5D4F51B49          |

Наявні стандарти CRC-128 (IEEE) та CRC-256 (IEEE) в теперішній час витіснені криптографічними геш-функціями.

## Специфікації алгоритмів CRC
Однією з найвідоміших є методика Ross N. Williams. У ній використовуються наступні параметри:
- Назва алгоритму (name);

- Ступінь породжує контрольну суму многочлена (width);

- Сам виготовляючий поліном (poly). Для того, щоб записати його у вигляді значення, його спочатку записують як бітову послідовність, при цьому старший біт опускається — він завжди дорівнює 1. Наприклад, многочлен в даній нотації буде записаний числом. Для зручності отримане двійкове подання записують в шістнадцятковій формі. Для нашого випадку воно буде дорівнює або 0x11;

- Стартові дані (init), тобто значення регістрів на момент початку обчислень;

- Прапор (RefIn), який вказує на початок і напрямок обчислень. Існує два варіанти: False — починаючи зі старшого значущого біта (MSB-first),[13] або True — з молодшого (LSB-first);[13]

- Прапор (RefOut), що визначає, інвертується чи порядок бітів регістра при вході на елемент XOR;

- Число (XorOut), з яким складається по модулю 2 отриманий результат;

- Значення CRC (check) для рядка «123456789».

#### Приклади[14]
| Name               | Width | Poly               | Init               | RefIn | RefOut | XorOut             |  | Check              |
| ------------------ | ----- | ------------------ | ------------------ | ----- | ------ | ------------------ |  | ------------------ |
| CRC-3/ROHC         | 3     | 0x3                | 0x7                | true  | true   | 0x0                |  | 0x6                |
| CRC-4/ITU          | 4     | 0x3                | 0x0                | true  | true   | 0x0                |  | 0x7                |
| CRC-5/EPC          | 5     | 0x9                | 0x9                | false | false  | 0x0                |  | 0x0                |
| CRC-5/ITU          | 5     | 0x15               | 0x0                | true  | true   | 0x0                |  | 0x7                |
| CRC-5/USB          | 5     | 0x5                | 0x1F               | true  | true   | 0x1F               |  | 0x19               |
| CRC-6/CDMA2000-A   | 6     | 0x27               | 0x3F               | false | false  | 0x0                |  | 0xD                |
| CRC-6/CDMA2000-B   | 6     | 0x7                | 0x3F               | false | false  | 0x0                |  | 0x3B               |
| CRC-6/DARC         | 6     | 0x19               | 0x0                | true  | true   | 0x0                |  | 0x26               |
| CRC-6/ITU          | 6     | 0x3                | 0x0                | true  | true   | 0x0                |  | 0x6                |
| CRC-7              | 7     | 0x9                | 0x0                | false | false  | 0x0                |  | 0x75               |
| CRC-7/ROHC         | 7     | 0x4F               | 0x7F               | true  | true   | 0x0                |  | 0x53               |
| CRC-8              | 8     | 0x7                | 0x0                | false | false  | 0x0                |  | 0xF4               |
| CRC-8/CDMA2000     | 8     | 0x9B               | 0xFF               | false | false  | 0x0                |  | 0xDA               |
| CRC-8/DARC         | 8     | 0x39               | 0x0                | true  | true   | 0x0                |  | 0x15               |
| CRC-8/DVB-S2       | 8     | 0xD5               | 0x0                | false | false  | 0x0                |  | 0xBC               |
| CRC-8/EBU          | 8     | 0x1D               | 0xFF               | true  | true   | 0x0                |  | 0x97               |
| CRC-8/I-CODE       | 8     | 0x1D               | 0xFD               | false | false  | 0x0                |  | 0x7E               |
| CRC-8/ITU          | 8     | 0x7                | 0x0                | false | false  | 0x55               |  | 0xA1               |
| CRC-8/MAXIM        | 8     | 0x31               | 0x0                | true  | true   | 0x0                |  | 0xA1               |
| CRC-8/ROHC         | 8     | 0x7                | 0xFF               | true  | true   | 0x0                |  | 0xD0               |
| CRC-8/WCDMA        | 8     | 0x9B               | 0x0                | true  | true   | 0x0                |  | 0x25               |
| CRC-10             | 10    | 0x233              | 0x0                | false | false  | 0x0                |  | 0x199              |
| CRC-10/CDMA2000    | 10    | 0x3D9              | 0x3FF              | false | false  | 0x0                |  | 0x233              |
| CRC-11             | 11    | 0x385              | 0x1A               | false | false  | 0x0                |  | 0x5A3              |
| CRC-12/3GPP        | 12    | 0x80F              | 0x0                | false | true   | 0x0                |  | 0xDAF              |
| CRC-12/CDMA2000    | 12    | 0xF13              | 0xFFF              | false | false  | 0x0                |  | 0xD4D              |
| CRC-12/DECT        | 12    | 0x80F              | 0x0                | false | false  | 0x0                |  | 0xF5B              |
| CRC-13/BBC         | 13    | 0x1CF5             | 0x0                | false | false  | 0x0                |  | 0x4FA              |
| CRC-14/DARC        | 14    | 0x805              | 0x0                | true  | true   | 0x0                |  | 0x82D              |
| CRC-15             | 15    | 0x4599             | 0x0                | false | false  | 0x0                |  | 0x59E              |
| CRC-15/MPT1327     | 15    | 0x6815             | 0x0                | false | false  | 0x1                |  | 0x2566             |
| CRC-16/ARC         | 16    | 0x8005             | 0x0                | true  | true   | 0x0                |  | 0xBB3D             |
| CRC-16/AUG-CCITT   | 16    | 0x1021             | 0x1D0F             | false | false  | 0x0                |  | 0xE5CC             |
| CRC-16/BUYPASS     | 16    | 0x8005             | 0x0                | false | false  | 0x0                |  | 0xFEE8             |
| CRC-16/CCITT-FALSE | 16    | 0x1021             | 0xFFFF             | false | false  | 0x0                |  | 0x29B1             |
| CRC-16/CDMA2000    | 16    | 0xC867             | 0xFFFF             | false | false  | 0x0                |  | 0x4C06             |
| CRC-16/DDS-110     | 16    | 0x8005             | 0x800D             | false | false  | 0x0                |  | 0x9ECF             |
| CRC-16/DECT-R      | 16    | 0x589              | 0x0                | false | false  | 0x1                |  | 0x7E               |
| CRC-16/DECT-X      | 16    | 0x589              | 0x0                | false | false  | 0x0                |  | 0x7F               |
| CRC-16/DNP         | 16    | 0x3D65             | 0x0                | true  | true   | 0xFFFF             |  | 0xEA82             |
| CRC-16/EN-13757    | 16    | 0x3D65             | 0x0                | false | false  | 0xFFFF             |  | 0xC2B7             |
| CRC-16/GENIBUS     | 16    | 0x1021             | 0xFFFF             | false | false  | 0xFFFF             |  | 0xD64E             |
| CRC-16/MAXIM       | 16    | 0x8005             | 0x0                | true  | true   | 0xFFFF             |  | 0x44C2             |
| CRC-16/MCRF4XX     | 16    | 0x1021             | 0xFFFF             | true  | true   | 0x0                |  | 0x6F91             |
| CRC-16/RIELLO      | 16    | 0x1021             | 0xB2AA             | true  | true   | 0x0                |  | 0x63D0             |
| CRC-16/T10-DIF     | 16    | 0x8BB7             | 0x0                | false | false  | 0x0                |  | 0xD0DB             |
| CRC-16/TELEDISK    | 16    | 0xA097             | 0x0                | false | false  | 0x0                |  | 0xFB3              |
| CRC-16/TMS37157    | 16    | 0x1021             | 0x89EC             | true  | true   | 0x0                |  | 0x26B1             |
| CRC-16/USB         | 16    | 0x8005             | 0xFFFF             | true  | true   | 0xFFFF             |  | 0xB4C8             |
| CRC-A              | 16    | 0x1021             | 0xC6C6             | true  | true   | 0x0                |  | 0xBF05             |
| CRC-16/KERMIT      | 16    | 0x1021             | 0x0                | true  | true   | 0x0                |  | 0x2189             |
| CRC-16/MODBUS      | 16    | 0x8005             | 0xFFFF             | true  | true   | 0x0                |  | 0x4B37             |
| CRC-16/X-25        | 16    | 0x1021             | 0xFFFF             | true  | true   | 0xFFFF             |  | 0x906E             |
| CRC-16/XMODEM      | 16    | 0x1021             | 0x0                | false | false  | 0x0                |  | 0x31C3             |
| CRC-24             | 24    | 0x864CFB           | 0xB704CE           | false | false  | 0x0                |  | 0x21CF02           |
| CRC-24/FLEXRAY-A   | 24    | 0x5D6DCB           | 0xFEDCBA           | false | false  | 0x0                |  | 0x7979BD           |
| CRC-24/FLEXRAY-B   | 24    | 0x5D6DCB           | 0xABCDEF           | false | false  | 0x0                |  | 0x1F23B8           |
| CRC-31/PHILIPS     | 31    | 0x4C11DB7          | 0x7FFFFFFF         | false | false  | 0x7FFFFFFF         |  | 0xCE9E46C          |
| CRC-32/zlib        | 32    | 0x4C11DB7          | 0xFFFFFFFF         | true  | true   | 0xFFFFFFFF         |  | 0xCBF43926         |
| CRC-32/BZIP2       | 32    | 0x4C11DB7          | 0xFFFFFFFF         | false | false  | 0xFFFFFFFF         |  | 0xFC891918         |
| CRC-32C            | 32    | 0x1EDC6F41         | 0xFFFFFFFF         | true  | true   | 0xFFFFFFFF         |  | 0xE3069283         |
| CRC-32D            | 32    | 0xA833982B         | 0xFFFFFFFF         | true  | true   | 0xFFFFFFFF         |  | 0x87315576         |
| CRC-32/MPEG-2      | 32    | 0x4C11DB7          | 0xFFFFFFFF         | false | false  | 0x0                |  | 0x376E6E7          |
| CRC-32/POSIX       | 32    | 0x4C11DB7          | 0x0                | false | false  | 0xFFFFFFFF         |  | 0x765E7680         |
| CRC-32Q            | 32    | 0x814141AB         | 0x0                | false | false  | 0x0                |  | 0x3010BF7F         |
| CRC-32/JAMCRC      | 32    | 0x4C11DB7          | 0xFFFFFFFF         | true  | true   | 0x0                |  | 0x340BC6D9         |
| CRC-32/XFER        | 32    | 0xAF               | 0x0                | false | false  | 0x0                |  | 0xBD0BE338         |
| CRC-40/GSM         | 40    | 0x4820009          | 0x0                | false | false  | 0xFFFFFFFFFF       |  | 0xD4164FC646       |
| CRC-64             | 64    | 0x42F0E1EBA9EA3693 | 0x0                | false | false  | 0x0                |  | 0x6C40DF5F0B497347 |
| CRC-64/WE          | 64    | 0x42F0E1EBA9EA3693 | 0xFFFFFFFFFFFFFFFF | false | false  | 0xFFFFFFFFFFFFFFFF |  | 0x62EC59E3F1A4F00A |
| CRC-64/XZ          | 64    | 0x42F0E1EBA9EA3693 | 0xFFFFFFFFFFFFFFFF | true  | true   | 0xFFFFFFFFFFFFFFFF |  | 0x995DC9BBDF1939FA |